# Michail Mouroutsos
Michail "Michalis" Mouroutsos, född 29 februari 1980, är en grekisk taekwondoutövare. 
Han tog OS-guld i flugviktsklassen i samband med de olympiska taekwondo-turneringarna 2000 i Sydney.